# Matthias Sesselmann
Matthias Sesselmann (* 14. Juni 1953 in Hannover) ist ein deutscher Autor.

## Leben
Matthias Sesselmann wurde 1953 als eines von drei Kindern von Christa, geborene Andersson und Hans Sesselmann geboren. Sein Vater schuf in den 1950er Jahren zahlreiche farbige Foto- und Filmdokumentationen.
Nach dem Besuch der Grundschule wechselte Matthias Sesselmann an die
Bismarckschule in Hannover. Ende 1967 wurden ihm die Missstände der Gesellschaft bewusst, so etwa die seinerzeitigen „Nazis unbehelligt in hohen Positionen“, eine erneute Erstarkung der Rechten, der Vietnamkrieg oder die Unterdrückung der Armen in vielen Teilen der Welt. Als Anhänger der sogenannten „Schüler-SDS“ nahm er an zahlreichen Demonstrationen teil.
Matthias Sesselmann engagierte sich in der Rote Zellen Initiative, in der er 1970 mit Jusos und anderen K-Gruppen eine „aufklärerische Lehrlingszentrumsarbeit“ gründen wollte. Das Projekt scheiterte jedoch am Desinteresse der Zielgruppe.
Ab 1970 besuchte Sesselmann den sogenannten „Brücknerkreis“ um Peter Brückner, wo er sich vor allem an  Diskussionen und der Entwicklung politischer Konzepte beteiligte. Gemeinsam mit der Politrockgruppe Ton Steine Scherben bereitete er eine Hausbesetzung vor: Zu einem verabredeten Stichtag gab die Musikgruppe im Audimax der Universität zum Schein ein Konzert, rief aber schon nach drei Stücken zur Besetzung des Gebäudes Arndtstraße 20 auf. Dort veranstalteten die mit Sesselmann befreundeten Musiker der Krautrock-Band Jane zur Unterstützung der Besetzer Jam-Sessions. Erst nach drei Tagen beendete die hannoversche Polizei die Aktion mit der Festnahme von 108 Personen, darunter auch Matthias Sesselmann. Für viele war die Hausbesetzung nur ein Zwischenschritt auf dem Weg zur Gründung eines Unabhängigen Jugendzentrums, aus dem  das UJZ Glocksee entstand.
Mitunter verdiente Sesselmann etwas Geld als Roadie von Jane. Die Band übte in der damals leerstehenden Bothfelder Brotfabrik, die Musiker wohnten dort ebenso wie Sesselmann in einer Wohngemeinschaft. In Sesselmanns Zimmer entstand das Foto für das Schallplattencover von Jane für die Langspielplatte Here we are. In der Brotfabrik lernte Sesselmann die Scorpions kennen und wurde mit seiner „Mucker-WG“ Gastgeber für Tony Sheridan. Zu Heiligabend 1972 stellte sich heraus, dass der Dealer von Sesselmann und seinen Kifferfreunden kein Haschisch mehr verkaufte, sondern statt einer Wasserpfeife lediglich eine Bibel auf seinem Tisch hatte. Statt Joints kam nun tatsächlich ein Gespräch „über Gott und die Welt“ in Gang, nachdem Sesselmann aus Neugierde mit seinem ehemaligen Drogenhändler die kurz zuvor eröffnete protestantische Teestube „Jesus-Treff“ in der Goethestraße besuchte. Dort feierten sie dann gemeinsam mit vielen Obdachlosen Weihnachten.
Nachdem Sesselmann während eines starken Sturmes im November 1972 dem Einschlag eines Dachziegels auf seinem Bett ohne körperlichen Schaden entgangen war, begann er an Jesus Christus zu glauben. In der Folge entwickelte er ein Bewusstsein als Christ und begann, in Vollzeit in der neu gegründeten freikirchlichen Teestube Jesus-Treff zu arbeiten. Dort gab er Menschen aus Randgruppen Hilfestellung bei Problembewältigungen; etliche Drogenabhängige unterzogen sich anschließend einer Suchtbehandlung.
Parallel zu seinen „Jesus-Treff“-Arbeiten betrieb Matthias Sesselmann rund 30 Jahre gemeinsam mit Freunden eine kleine christliche Beratungsstelle mit Buchladen unter dem Titel Come In, die unter dem Hauptbahnhof Hannovers eingerichtet war. 1986 gab Sesselmann sein erstes Taschenbuch heraus unter dem Titel Thesenanschlag ’86. Bekenntnisschrift aus der Jesus-Bewegung, 1987 gefolgt von seiner Autobiographie Von der APO zum Opa …

## Schriften
- Thesenanschlag ’86. Bekenntnisschrift aus der Jesus-Bewegung. 1. Auflage. Hoppe, Rinteln 1986, ISBN 3-9801356-6-7 (Inhaltsverzeichnis)
- Von der APO zum Opa. Autobiographie und Gedanken eines 68ers. 1. Auflage. Hoppe, Rinteln 1987, ISBN 3-9801356-0-8 (Inhaltsangabe)
- Die Geschichte des Jesus-Treff. Hoppe, Rinteln 1988, ISBN 3-9801356-1-6 (Inhaltsverzeichnis)
- Ein Jesus-Freak auf der Kanzel. Ungehaltene Reden eines Aussenseiters. Hoppe, Rinteln 1989, ISBN 3-9801356-2-4
- Penner unter Palmen – verkohlt im Kanzleramt. 1. Auflage. Fliss, Hamburg 1993, ISBN 978-3-922349-84-6
- Neuheidnisches Christentum. 1. Auflage, Fliss, Hamburg 1993, ISBN 3-922349-86-2
- Ingrid Lundberg-Piper (Red.), Matthias Sesselmann, Bert Strebe (Text), Hans Sesselmann (Ill.): Mein Hannover. Eine Stadt im Wandel. Die bunten Fünfziger. 1. Auflage. Madsack Medienagentur, Hannover 2010, ISBN 978-3-940308-56-6 (Inhaltsverzeichnis)
- Revolution im Herzen. Ein Ex-68er begegnet dem echten Revolutionär. Hrsg.: Soulsaver e.V. 2. Auflage. Christliche Literatur-Verbreitung CLV, Bielefeld 2016, ISBN 978-3-86699-405-8 (Inhaltsverzeichnis)